# Barylypa australis
Barylypa australis là một loài tò vò trong họ Ichneumonidae.